# Maxime Raymond
Pour les articles homonymes, voir Raymond.

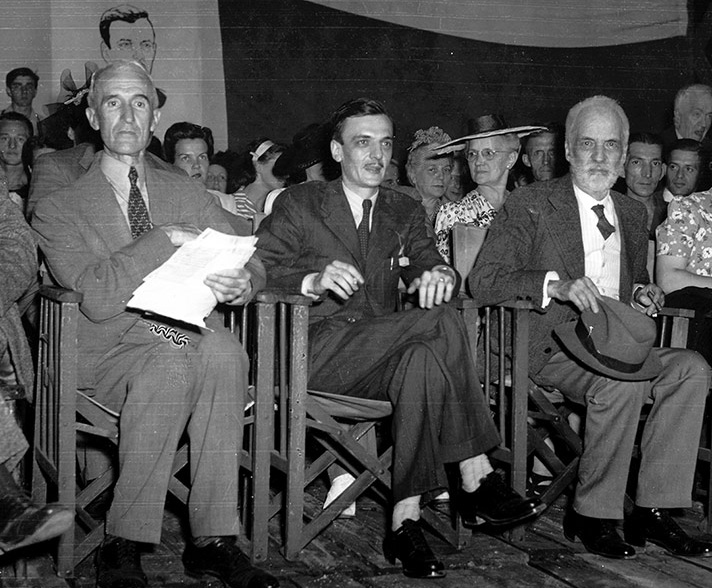
Maxime Raymond, André Laurendeau et Henri Bourassa, lors d'une assemblée du Bloc populaire canadien, tenue au stade de Lorimier de Montréal, le 3 août 1944

Maxime Raymond, né le 25 décembre 1883 mort le 13 juillet 1961 à l'âge de 77 ans, était un avocat et un homme politique fédéral du Québec.  Il a été député à la Chambre des communes du Canada de 1925 à 1949.  Il a été le chef du Bloc populaire canadien.

## Biographie
Né à Saint-Stanislas-de-Kostka au Suroît, Maxime Raymond devient député de la circonscription de Beauharnois lors de l'élection fédérale canadienne de 1925 pour le compte du Parti libéral du Canada. Il y est réélu en 1926 et en 1930 ainsi que dans Beauharnois—Laprairie en 1935 et 1940. En 1943, il quitte le parti libéral et se rallie au Bloc populaire canadien, pour lequel il dirige la section fédérale qui comportait seulement deux députés, lui-même et René Hamel dans Saint-Maurice—Laflèche. Réélu en 1945, il ne se représente pas en 1949.
Il est le frère du sénateur de De la Vallière Donat Raymond. Maxime Raymond était marié à Jeanne Comte, née le 4 janvier 1890 à Montréal et la plus jeune des filles de Jean De La Croix Joseph Comte et de Marie Albina Claire Mercier.
Le fonds d’archives Maxime Raymond est conservé au centre d’archives de Montréal de la Bibliothèque et Archives nationales du Québec. Le Prix Maxime-Raymond de la fondation Lionel-Groulx, qui couronne la meilleure biographie historique publiée en français au cours des trois années précédant sa remise, a été créé en son honneur.